# Schwärzlinge (Vögel)
Schwärzlinge (Nigrita), auch Mantelschwärzlinge genannt, sind eine Gattung aus der Familie der Prachtfinken.

## Erscheinungsbild
Schwärzlinge sind innerhalb der Familie Prachtfinken ungewöhnlich schlicht gefärbte Vögel und unterscheiden sich auch in der Lebensweise von anderen Prachtfinken wie beispielsweise den Bronzemännchen, den Elsterchen und den Sonnenastrilden. Schwärzlinge leben im Gegensatz zu diesen in Wäldern und ernähren sich überwiegend von Insekten und Früchten. Innerhalb dieser Familie sind sie mit den Ameisenpickern und den Meisenastrilden verwandt.
Der Schnabel der Schwärzlinge ist kurz und schlank mit einem runden Oberschnabel, der in der Region der Nasenlöcher etwas flacher und breiter wird. Die Flügel sind eher spitz zulaufend, die Steuerfedern sind schwarz. Zwei Arten dieser Gattung haben schwarzes und graues Gefieder, die dritte Art ist grau und kastanienbraun gefiedert, die vierte braun und weiß mit einem schwarzen Oberkopf. Die Körperunterseite ist einfarbig.

## Verbreitung
Schwärzlinge sind Prachtfinken Afrikas. Ihr Verbreitungsgebiet reicht in Westafrika von Sierra Leone bis nach Angola und erstreckt sich in östlicher Richtung über Zaire und Uganda bis nach Kenia.

## Arten
- Mantelschwärzling (N. fusconotus)
- Zweifarbenschwärzling (N. bicolor)
- Blassstirnschwärzling (N. luteifrons)
- Graunackenschwärzling (N. canicapilla)

## Einzelbelege
1. ↑   Fry et al., S. 253